# Рыбновское городское поселение
Рыбновское городско́е поселе́ние — муниципальное образование в Рыбновском районе Рязанской области Российской Федерации.
Административный центр — город Рыбное.

## История
Рыбновское городское поселение образовано в 2004 году.

## Население
| 2009    | 2010    | 2012    | 2013    | 2014    | 2015    | 2016    |
| ------- | ------- | ------- | ------- | ------- | ------- | ------- |
| 19 272  | ↘18 380 | ↗18 606 | ↗18 708 | ↗18 791 | ↗18 969 | ↗19 134 |
| 2017    | 2018    | 2019    | 2020    | 2021    | 2023    |         |
| ↗19 265 | ↗19 700 | ↗20 125 | ↗20 677 | ↗21 069 | ↗21 200 |         |

## Состав городского поселения
| № | Населённый пункт | Тип населённого пункта        | Население |
| - | ---------------- | ----------------------------- | --------- |
| 1 | Рыбное           | город, административный центр | ↗21 200   |